# Češov
Češov település Csehországban, a Jičíni járásban. Češov Slavhostice, Kozojedy, Slatiny, Jičíněves, Volanice, Vršce és Žeretice településekkel határos. Lakosainak száma 239 fő (2024. január 1.).

## Népesség
A település lakosságának változását az alábbi diagram mutatja:
| Lakosok száma | 638  | 650  | 649  | 469  | 313  | 203  | 215  | 231  | 234  | 239  |
|               | 1869 | 1890 | 1921 | 1950 | 1980 | 2001 | 2017 | 2019 | 2022 | 2024 |